# باد ستاره‌ای

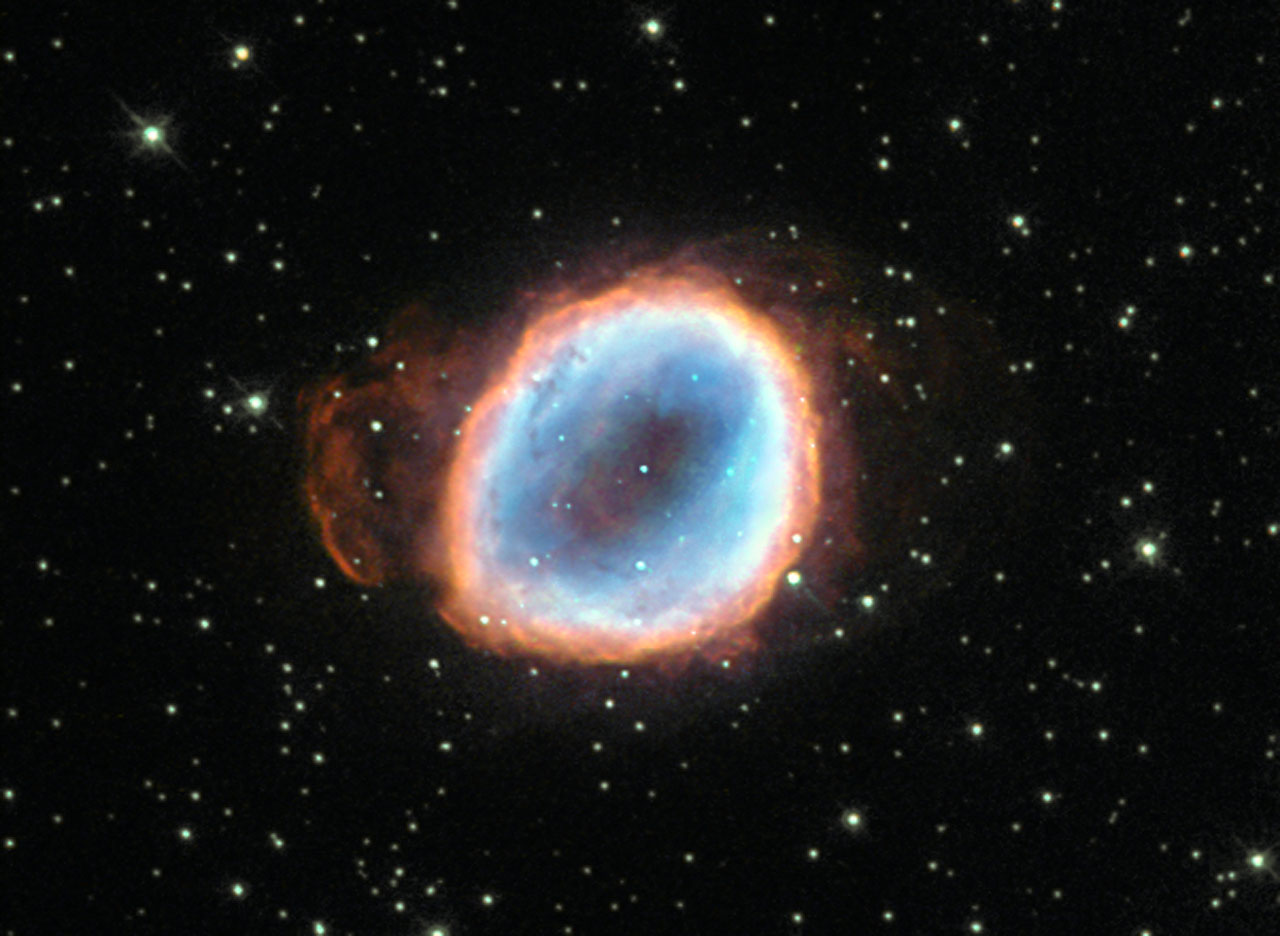
پس از بادهای قوی ستاره‌ای ابری از گاز از سحابی سیاره‌نما ان‌جی‌سی ۶۵۶۵ خارج شده‌است.

باد ستاره‌ای (به انگلیسی: Stellar wind) به جریانی از گاز که از بخش بالای جوّ ستاره خارج می‌شود می‌گویند. این باد با جریان فوران دوقطبی که آن را ستارگان جوان به عنوان علامت مشخصهٔ خود تولید می‌کنند متفاوت است، زیرا بادهای ستاره‌ای معمولاً کروی متقارن نیستند. شدت باد ستاره‌ای در ستارگان گوناگون شدیداً متفاوت است و در هر زمانی با اوقات دیگر تفاوت دارد. ستارگان داغ، درخشان، بزرگ و پرجرم مانند فراغول‌ها و ابرغول‌ها بادهای ستاره‌ای نیرومندی دارند که سرعتشان گاه به هزاران کیلومتر بر ثانیه می‌رسد.